# Живко Бранковић
Живко С. Бранковић (Пожаревац, 29. јануар 1847) био је српски протојереј и ректор призренске богословије.

## Биографија
Основну школу и Гимназију завршио је у Пожаревцу, а богословију у Београду 1868. године. После завршетка школовања неко време је радио као учитељ у Баточини, а потом је као одличан ђак, познати појац и краснописац постављен за практиканта београдске конзисторије. За београдског ђакона биће рукоположен 22. марта 1870. године, где ће поред ђаконске дужности бити још и учитељ црквеног појања и правила у београдској богословији и Учитељској школи.
Рукоположен је за свештеника 14. септембра 1881. године и по својој жељи упућен у пожаревачку парохију, где ће остати све до 1885. За то време предавао је и веронауку у пожаревачкој Гимназији.
Краљевским указом постављен је за секретара у нишкој конзисторији, али је такође радио и као учитељ црквеног појања и правила у нишкој учитељској школи. За верну службу одликован је од стране Архијерејског Сабора протском камилавком, а касније 1893. године напрсним протојерејским крстом.
Године 1895. постао је члан Нишког Духовног Суда, а идуће године произведен је у чин протојереја. У том чину ће 1897. бити изабран за ректора призренске богословије. Као ректор у Призрену боравио је две године, а по повратку у Београд постављен је за председника београдског Духовног суда у ком ће га звању затећи и избор за Настојатеља српског подворја у Москви. 
У Призрену протојереј Живко је преводио „Известие учителное“, објављено 1901. године, променио је само наслов дела у „Литургичко упутство“.